# Gorlice
Gorlice là một thị trấn thuộc huyện Gorlicki, tỉnh Małopolskie ở nam Ba Lan. Thị trấn có diện tích 24 km². Đến ngày 1 tháng 1 năm 2011, dân số của thị trấn là 28135 người và mật độ 1196 người/km².